# 中間周波数

上側ヘテロダインの場合の図。発振周波数f_{O}と受信電波の周波数f_{L}の差が中間周波数。

中間周波数（ちゅうかんしゅうはすう、Intermediate Frequency：IF）とは、送信機や受信機の中間段階で送信信号あるいは受信信号の周波数を変換した周波数である。

## スーパーヘテロダイン受信機

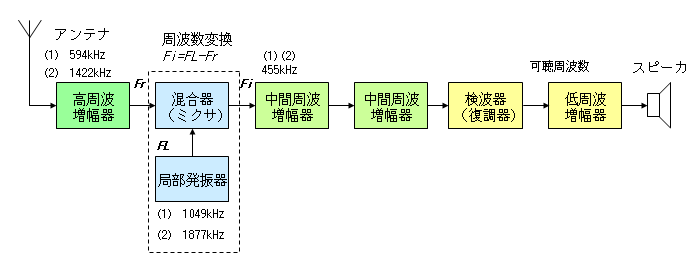
スーパーヘテロダイン受信機

スーパーヘテロダイン受信機では、局部発振器（ローカルオシレータ）と目的の信号を混合器で混合し、それぞれの周波数の差を、濾波・増幅等の処理を施して使用する周波数を中間周波数という。中間周波数をミキサによりさらに別の中間周波数に変換する場合があり、その場合、第1中間周波数（1st IF）、第2中間周波数（2nd IF）、…と区別して呼ばれる。
従来の技術常識よりも低いIFを使ったシステムの場合、ローIFと呼ばれることがある。ダイレクトコンバージョン受信機の場合は、ゼロIFと呼ばれることがある。

## 一般的な周波数
中間周波数は設計の最初の段階で決定される。送信機や受信機の性能やコストに大きく影響するため、メーカにとっては戦略的要素をもつ。また、選定を誤ると後々スプリアス輻射や外来波との混信、局部発信機周波・中間周波の漏出などにより受信障害の原因になったり、他の機器に電波障害を及ぼしてしまうため、十分に検討して決定される。下記の古くから使われている一般的な周波数だが、これ以外にも設計者の意図によって様々な周波数がある。最近は上述の戦略的要素も関係して、中間周波数の種類は増える傾向にある。

### テレビ
- 地上波
  - 映像 27MHz、音声 22.5MHz - 日本でテレビ放送が始まった1953年に、電波技術協会TV調査委員会中間周波数選定小委員会が暫定案として提案[1]。
  - 映像 26.75MHz、音声 22.25MHz - チャンネル数がVHF6チャンネルから12チャンネルに拡大したことにより、チューナーのイメージ混信と局部発振周波数妨害の影響を最小限にするため、1960年に策定。アナログテレビで採用[1][2]。
  - 映像 58.75MHz、音声 54.25MHz - UHFチャンネルの混信対策で1967年に策定。VHF・UHF帯両対応（オールチャネル）のアナログテレビで採用[3][4]。
  - 57MHz - 地上デジタル放送で採用。
- BS
  - 10.678GHz - 奇数トランスポンダ番号（右旋円偏波）のチャンネルで使用。
  - 9.505GHz - 偶数トランスポンダ番号（左旋円偏波）のチャンネルで使用。
- CS
  - 10.678GHz - 偶数トランスポンダ番号（右旋円偏波）のチャンネルで使用。
  - 9.505GHz - 奇数トランスポンダ番号（左旋円偏波）のチャンネルで使用。

### AMラジオ
- 463kHz - 1950年までに使用されていた。
- 455kHz[5] - 国際電気通信条約の承認に伴い、1950年から使用。
- 450kHz - AMステレオ対応受信機や、日本国外で設計されたラジオなどで使用。

### FMラジオ
- 10.7MHz[5]

### MCA無線機（800MHz帯）
- 55.025MHz

### アマチュア無線機
- 8.83MHz[6] その他多数あり

## 衛星放送・通信衛星

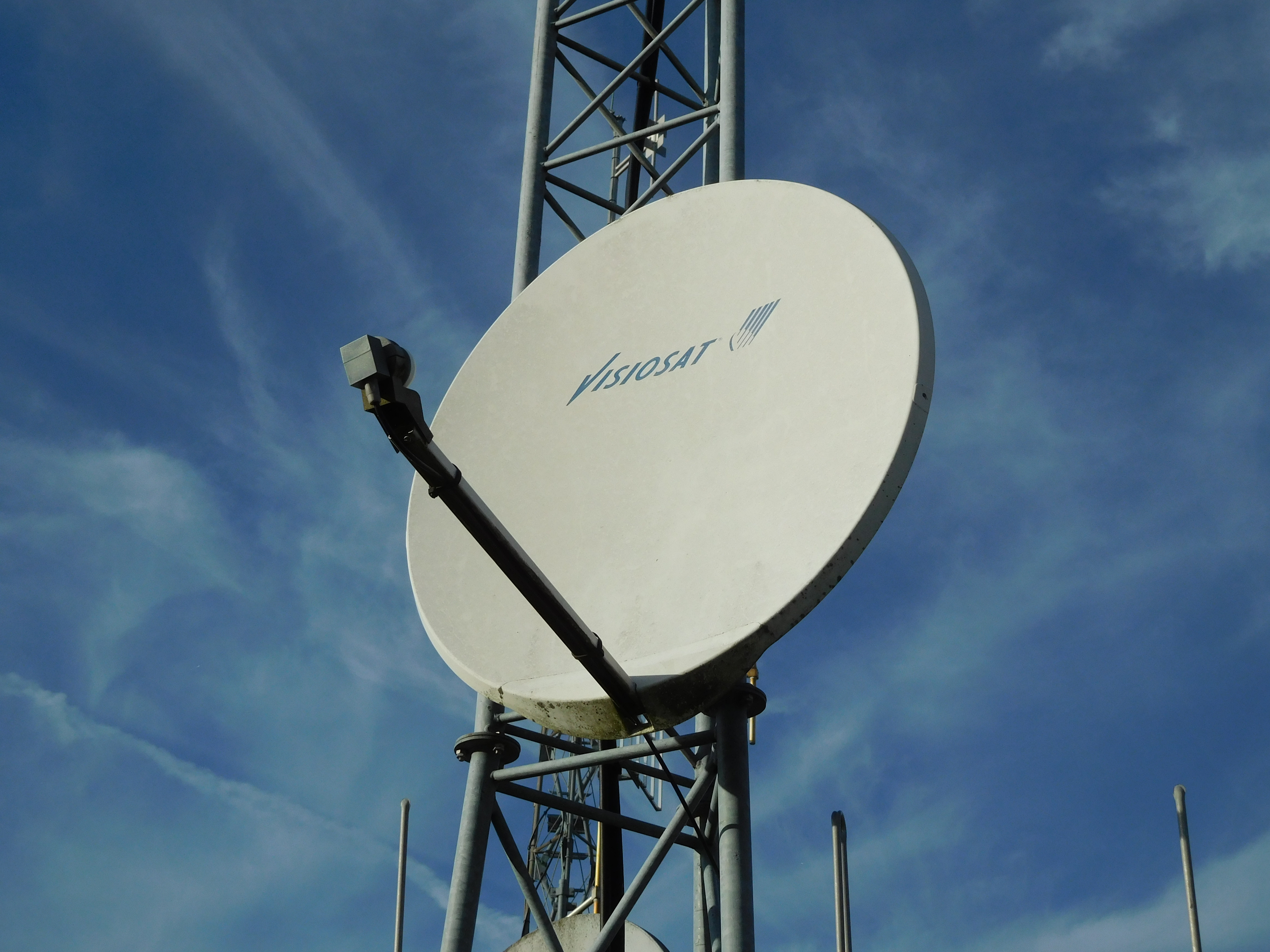
減衰を防ぐため、アームの先に受信部とLNBダウンコンバータを一体化したものが設置されている

日本の衛星放送（BS）や通信衛星（CS）では、主にKuバンドの12 - Kバンドの20GHz帯が使われている。マイクロ波は減衰しやすい性質を持っており、またBS・CSの周波数は一般的な同軸ケーブルの周波数特性の限界をはるかに越えていることもあり、パラボラアンテナで受信したBS・CSの電波をそのまま同軸ケーブルに流すと実用にならないレベルの減衰が発生し、放送・通信が受信できなくなってしまう。そこで受信アンテナにLNB（Low Noise Block）ダウンコンバータ（BSコンバータ・CSコンバータとも言う）を設置して1.0 - 2.6GHzの低い周波数に変換することで、電波の減衰を抑える工夫がなされている。この周波数変換された電波のことをBS-IF（BS中間周波）、CS-IF（CS中間周波）と呼ぶ。日本で用いられている局部発振周波数は、BSでは偶数トランスポンダ番号の右旋円偏波では10.678GHz、奇数トランスポンダ番号の左旋円偏波では9.505GHzが用いられる。

## 電波障害
配線・端子の施工不良やLNB・ブースターの不具合により局部発信機周波・中間周波が外部に漏出すると、その機器や他の無線機器に電波障害を与えてしまうことがある（局部発信周波妨害・中間周波妨害）。特に衛星放送の中間周波が外部に漏出して同じ周波数を使う携帯電話（XGP方式のソフトバンクULTRA SPEED）の通信速度低下の原因となったり、WiMAX・衛星電話ワイドスター・無線LAN・気象レーダーなどに悪影響を及ぼすことが懸念されている。また逆に外来波のアマチュア無線・携帯電話の電波や電子レンジのマイクロ波を拾ってしまい、これらと混信することによる受信障害（いわゆるTVI）が起きた例も報告されている。

BS・110゜CSの中間周波数と、同帯域を使う無線システム。

## 歴史
アメリカでは1930年代からスーパーヘテロダイン受信機が普及し始めたが、中間周波数は標準化されていなかった。日本では戦前はスーパーヘテロダイン受信機は非常に高価であったが実用化されていた。初期の中間周波数は175kHzや250kHzであり、その後463 - 465kHzが採用されていた。
戦後、1947年にアトランティックシティで開催された国際電気通信連合会議で、中波の放送周波数が535 - 1605kHzに割り当てられた。同年、日本政府はGHQの勧告により再生検波受信機の製造販売を禁止したため、メーカーはスーパーヘテロダイン方式のラジオを製造しなければならなくなった。また、日本は1949年に国際電気通信連合に加盟したため、国際電気通信連合の定めた中波の放送周波数で中波放送を行わなければならなくなった。この一連の動きの中で1950年7月28日、JISで、AM放送受信機の中間周波数は455kHz、FM放送受信機の中間周波数は10.7MHzと規定された（JIS C 6004『放送聴取用受信機中間周波数』）。このJISが制定されると、各メーカーは中間周波数に455kHzを採用するようになった。
スーパーヘテロダイン方式の原理として中間周波数が高い方がイメージ比をよくするのに有利だが、当時の真空管の技術では、高い周波数では十分な増幅率や周波数安定度を実現するのは難しかった。
以下に、中波ラジオの中間周波数の変遷を示す。真空管回路の技術の向上などにより、年を追うごとにより高い中間周波数が実装されるようになったようすがうかがえる。
| 発売年 | メーカー名      | 型番       | 中間周波数[kHz] |
| ------ | --------------- | ---------- | --------------- |
| 1927   | Silver Marchall | ?          | 112             |
| 1928   | RCA             | Radiola 60 | 180             |
| 1929   | Remler          | 29         | 130             |
| 1933   | Atwater Kent    | 82Q        | 170             |
| 1933   | Crosley         | 158        | 191.5           |
| 1933   | RCA             | 140        | 455             |
| 1934   | Crosley         | 6V2        | 181.5           |
| 1934   | Atwater Kent    | 387        | 264             |
| 1935   | Imperial        | Case 601   | 262.5           |
| 1936   | Detrola         | 7ZM        | 370             |
| 1936   | Croseley        | 516        | 450             |
| 1936   | RCA             | 7T1        | 460             |
| 1937   | Kadette         | 120        | 448             |
| 1937   | Grunow          | 572        | 465             |
| 1938   | Philco          | 38-655B    | 470             |
| 1941   | Midwest         | 181        | 465             |

この節の以上の参考文献
- 井端 一雅（いばた かずまさ）「懐かシリーズ 中間周波数の話」『CQ ham radio』2009年4月号、CQ 出版社、2009年、144-145頁。